# Basilique cathédrale San Martino
Pour les articles homonymes, voir Basilique San Martino.
La basilique cathédrale San Martino est la plus grande église de la ville de Belluno, dans la province italienne de la Vénétie. Elle est située sur la Piazza Duomo, dans le centre historique. Elle est la cathédrale du diocèse de Belluno-Feltre.
Le 18 juin 1980, Jean-Paul II l'a élevée au rang de basilique mineure.

## Description
La façade en pierre est divisée verticalement en trois parties. Elle possède un portail baroque et deux fenêtres gothiques se terminant par un fronton reposant sur l'entablement supporté par des pilastres, avec une rosace centrale sur laquelle sont représentés Jean le Baptiste, Lucano di Sabiona et Martin de Tours.
L'intérieur de la basilique, d'apparence majestueuse, a des lignes de la Renaissance, même si la hauteur des piliers fait penser à une église gothique. L'espace est divisé en trois nefs, coupée par sept travées. L'abside semi-circulaire a été peinte par Antonio Paoletti Ermolao. 
Parmi les œuvres d'artistes célèbres conservées dans l'église se trouvent deux tableaux de Gaspare Diziani. Egidio dall'Oglio a représenté la Sainte Famille qui orne l'un des autels de la nef gauche. L'orgue a été mis en place en 1946.

## Campanile
Au bout de la sacristie se trouve le campanile baroque, conçu par l'architecte Filippo Juvarra. Il mesure 71,98 mètres (y compris l'ange sur le dessus) pour un coût total, à l'époque, de 150 000 lires Vénitiennes. L'ange en cuivre, réalisé sur le modèle en bois par Andrea Brustolon, mesure 4,63 mètres.

## Source
- (it) Cet article est partiellement ou en totalité issu de l’article de Wikipédia en italien intitulé « Basilica Cattedrale di San Martino » (voir la liste des auteurs).